# Пінон полінезійський
Пі́нон полінезійський (Ducula aurorae) — вид голубоподібних птахів родини голубових (Columbidae). Ендемік Французької Полінезії.

## Опис
Довжина птаха становить 48-51 см, враховуючи хвіст довжиною 16,5-17,5 см. Виду не притаманний статевий диморфізм. Восковиця помітно збільшена, чорна, пір'я біля основи дзьоба кремово-білі, лоб і горло світло-попелясто-сірі. Решта голови темно-сіра, навколо очей світлі кільця. Спина і надхвістя темно-сірі, живіт сіро-зелений. Шузка сіра. у молодих птахів вона масє винно-червоний відтінок. Райдужки червоні, лапи темно-червоні. У молодих птахів голова і шия чорнуваті, спина чорнувата з блакитним або фіолетовим відблиском. Крила і хвіст чорнуваті, стернові пера темно-сині. Підборіддя попелясто-сіре, горло чорнувате. Груди і живіт чорнуваті. Райдужки яскраво-червоні, дзьоб чорний, однак восковиця не така збільшена, як у дорослих птахів.

## Поширення і екологія
Полінезійські пінони мешкають на островах Таїті і Муреа в групі островів Товариства та на острові Макатеа в архіпелазі Туамоту. Вони живуть в густих вологих тропічних лісах, зустрічаються на висоті до 1100 м над рівнем моря. Живляться плодами, відіграючи важливу роль у поширені деяких видів рослин.

## Збереження
МСОП класифікує цей вид як такий, що перебуває під загрозою зникнення. За оцінками дослідників, популяція полінезійських пінонів становить приблизно 1200 птахів. Їм загрожує знищення природного середовища та поява на острові інтродукованих видів тварин, зокрема щурів, кішок і південних лунів. На Макатеа популяція поступово відновилася після 1960-х років, коли полування на птахів припинилося, а видобування корисних копалин зупинилося. Однак на островах Таїті і Муреа полінезійські пінони, імовірно, вимерли.